# Xanthopimpla citrina
Xanthopimpla citrina är en stekelart som först beskrevs av Holmgren 1868.  Xanthopimpla citrina ingår i släktet Xanthopimpla och familjen brokparasitsteklar. Inga underarter finns listade i Catalogue of Life.